# Mecòpters
Els mecòpters (Mecoptera, gr. mecos, "llarg" i pteron, "ala") són un ordre d'insectes endopterigots, amb el cos tubuliforme i el cap summament allargat formant una mena de bec, i quatre ales membranoses. Els òrgans reproductors d'alguns mascles recorden el postabdomen dels escorpins, per la qual cosa també són coneguts amb la denominació de mosques escorpí. Malgrat això, els mecòpters són totalment inofensius. Inclou al voltant de 757 espècies.

## Característiques
El cap dels mecòpters és molt allargat, en forma de bec o rostre dirigit cap avall, cònic, format pel clipi i el labre, cosa que és un tret característic d'aquest ordre; les antenes són moniliformes i multiarticulades; tenen dos ulls compostos grans i de vegades tres ocel·les; les peces bucals són mastegadores. El protòrax és petit i transvers, i el pterotòrax (meso + metatòrax) està ben desenvolupat. Les potes són llargues, raptores, o adaptades a la marxa o al salt. Tenen quatre ales similars entre si; són grosses, allargades i estretes, i poden ser transparents o presentar taques fosques; en repòs es disposen horitzontalment sobre l'abdomen o bé plegades a ambdós costats; en alguns casos poden ser reduïdes o absents.
Les larves són terrestres i eruciformes.

## Biologia i ecologia
Els mecòpters es troben normalment a les zones boscoses humides, les femelles dipositen els seus ous en el sòl, i les larves s'alimenten normalment de les fulles en descomposició i de les matèries que formen el mantell. Algunes espècies són capaces d'atacar altres insectes als quals devoren, i amb freqüència se les veu penjant de les seves potes anteriors, agafades a les fulles o branquillons, preparades per agafar amb les potes posteriors petits insectes o aranyes. Algunes espècies de mecòpters s'alimenten de nèctar i també mengen pètals de flors; les seves larves, en canvi, es nodreixen d'una gran varietat de fulles de plantes comunes.

## Mecòpters ibèrics
A la fauna ibèrica només es coneixen dos gèneres, Bittacus (família Bittacidae) i Panorpa (família Panorpidae).